# Enid (The Walking Dead)
Pour les articles homonymes, voir Enid.
Enid est un des personnages principaux de la série télévisée The Walking Dead. Elle est interprétée par Katelyn Nacon et doublée en version française par Marie Facundo.

## Biographie fictive

### Saison 5
Enid est une habitante d'Alexandria ayant survécu dehors un long moment, et semble être la petite amie de Ron Anderson.
Elle rencontre Carl Grimes avec Mikey et Ron, et semble l'apprécier sans toutefois le montrer. Un jour, elle le surprend en train de la suivre dans la forêt entourant Alexandria et passera un bon moment en sa compagnie.

### Saison 6
Dans la saison 6, il est révélé qu'avant d'arriver seule à Alexandria, elle a vu impuissante ses parents se faire dévorer par des rôdeurs, abritée dans la voiture familiale, et fut livrée à elle-même en survivant comme elle pouvait, par exemple en dévorant toute crue une tortue qui croisa son chemin. Pour ne pas abandonner, elle a l'habitude d'écrire les lettres "JSS" à certains moments et de différentes façons (« Just survive somehow », « survivre d'une façon ou d'une autre »). Après l'attaque des Wolves à Alexandria, elle fuit en laissant ce message à Carl en guise d'au revoir.
Elle réapparaît lors de l'épisode 7 en donnant depuis les hauteurs une bouteille d'eau à Glenn, qui était caché sous une poubelle et déshydraté. Ensuite, elle voudra le fuir mais finit par se faire convaincre de retourner avec lui à Alexandria. À leur arrivée, ils découvrent la horde de rôdeurs devant les murs d'Alexandria. Ensemble, ils arrivent à sauver Maggie, bloquée sur une plate-forme encerclée par des rôdeurs avant qu'elle ne la hisse sur l'enceinte, et voit Glenn qui les attire sur lui être sauvé de justesse grâce à l'intervention de Abraham, Sasha et Daryl également sur le retour.
Par la suite, Enid reste souvent seule à Alexandria à lire ou elle accompagne Carl dans la forêt pour passer du temps avec lui. Elle sera choisie par Maggie pour lui couper les cheveux. Elle veut aider le groupe de Rick à aller jusqu'à la Colline, mais elle se fait enfermer par Carl dans une pièce de l'armurerie avant leur départ (elle aurait donc normalement dû être présente lors des exécutions de Glenn et d'Abraham par Negan).

### Saison 7
Dans la saison 7, Carl et elle voyagent jusqu'à la Colline, mais elle laisse Carl (avec un baiser) partir dans l'un des camions des Sauveurs pour se venger de Negan au Sanctuaire. Épaulant Maggie en prenant soin d'elle, Enid se recueille sur la tombe de Glenn et fait des repas pour elle, qui lui lègue la montre qu'Hershel avait lui-même légué à son mari. Lors de la mi-saison, Enid est présente lors du rassemblement du groupe de Rick à la Colline.
Elle fait partie du petit groupe qui voyage jusqu'à Oceanside pour prendre les armes de la communauté, et lors du final de la saison 7 elle viendra avec Maggie, Jésus ainsi que d'autres combattants de la Colline pour défendre Alexandria de l'attaque des Sauveurs.

### Saison 8
Elle participe au premier face-à-face entre les forces d'Alexandria, de la Colline et du Royaume contre les Sauveurs. Lorsque Maggie décide de laisser le traître Gregory rentrer dans l'enceinte de la Colline (bien qu'en tant que prisonnier), Enid montre qu'elle est en désaccord avec cette décision.
Elle décide sur un coup de tête d'accompagner Aaron vers Oceanside mais attendant à proximité l'apparition de ses membres, Enid tue Natania qui menaçait Aaron, puis ils sont faits prisonniers par son groupe.
Attachés à un radiateur, Enid arrive cependant par un raisonnement logique à convaincre Cyndie, devenue dirigeante, de ne pas les tuer afin d'éviter des représailles contre sa communauté. Après délibération avec les siens, Cyndie décide de les relâcher et de les raccompagner en dehors de leur territoire en leur interdisant néanmoins de jamais revenir. Aaron qui, cependant, n'abandonne pas son idée de convaincre Oceanside de les aider, reste où il est et charge Enid de rentrer sans lui.
Elle revient à temps à la Colline pour y accueillir l'arrivée de sa communauté menée par Daryl. En apprenant de sa propre bouche la mort de Carl, Enid s'effondre en larmes et se fait consoler par Maggie.
Lors du final, elle évacue la Colline avec Gracie et les autres habitants de la Colline et survit donc à la guerre contre les Sauveurs.

### Saison 9
Enid reste fidèle à Maggie à la colline. Elle viendra en aide à Maggie quand celle-ci se fera agresser par Earl mais celle-ci prit un coup sur la tête.
Elle suit une formation de médecin auprès de Siddiq au camp des communautés construisant le pont. Après une attaque des rôdeurs. Daryl amène Aaron à Enid qui doit lui amputer le bras gauche à vif à la suite d'un incident. Elle annonce à Rick qu'Aaron survivra.
Six ans après la disparition de Rick, Enid est devenue médecin en chef de l'infirmerie de la Colline et entretient une relation amoureuse avec Alden. Elle s'occupe de Rosita quand elle est trouvée blessée dans la forêt et ramenée par Aaron et Jésus. Elle leur apprend avant de s'évanouir qu'elle a laissé Eugene blessé dans une grange alors qu'ils étaient poursuivis par des rôdeurs.
Enid accueille froidement Michonne et son groupe à la Colline. Plus tard, elle est avec Tara pour organiser un groupe de recherche et embrasse Alden avant son départ.
Elle vérifie l'état de santé de Earl et lui conseille de se ménager ou de se mettre à la retraite. Tammy la rassure sur le retour d'Alden et Luke. Plus tard, elle surveille le retour d'Alden et Luke avec Magna.
Elle aide Daryl à retrouver Henry partie cacher Lydia pour la protéger de sa mère. Enid parvient à le convaincre de rendre Lydia à sa mère en mentionnant la lettre de Carl. Elle embrasse Alden à sa libération.
Dans l'avant dernier épisode de la saison, elle est capturée et tuée par le groupe des "chuchoteurs" mené par Alpha en même temps que Tara et Henry et de sept autres personnes. Sa tête zombifiée se retrouve accrochée au bout d'une des piques qui délimite le territoire des chuchoteurs.